# Иххэт
И́ххэт (монг. Иххэт) — сомон (район) в аймаке Дорноговь в юго-восточной Монголии. Находится в 162 км от аймачного центра, Сайншанда, и в 360 км от Улан-Батора.
На севере сомона находится месторождение плавикового шпата в поселке городского типа Зулэгт. Включает три бага: Баян, Зулэгт и Бурдэнэ. В сомонном центре, Зулэгте, имеется общеобразовательная школа на 410 учеников, больница на 12 коек, детский сад на 100 детей, Дом культуры на 180 мест.
| Показатель      | 2000   | 2002   | 2004   | 2006   | 2008   | 2010   |
| --------------- | ------ | ------ | ------ | ------ | ------ | ------ |
| Население       | 2,701  | 2,368  | 2,171  | 2,278  | 2,219  | 2,144  |
| Поголовье скота | 67,173 | 57,412 | 67,007 | 62,448 | 63,918 | 72,498 |

## Известные уроженцы
- Шаравын Гунгаадорж (род. 1935) — премьер-министр Монголии с 21 марта по 11 сентября 1990
- Няндагийн Цэвээнравдан (1950—1992) — актер
- Шагдарсүрэнгийн Гүрбазар (род. 1955) — поэт, журналист
- Данзанваанчигын Ухнаа — заслуженный деятель культуры
- Батжаргалын Яндаа (1893—?) — обладатель титула «лев» в монгольской борьбе
- Дашийн Данзанванчиг (1918-1981) – Герой Монгольской Народной Республики.